# Tanaecium
Tanaecium é um género botânico pertencente à família Bignoniaceae.

## Espécies
São 19 espécies:
Tanaecium albiflorum Tanaecium apiculatum Tanaecium brasiliense
Tanaecium crucigerum Tanaecium cyrtanthum Tanaecium duckei
Tanaecium exitiosum Tanaecium exsertum Tanaecium hymenophyllum
Tanaecium jaroba Tanaecium lilacinum Tanaecium nocturnum
Tanaecium ovatum Tanaecium paniculatum Tanaecium parasiticum
Tanaecium pinnatum Tanaecium praelongum Tanaecium tripinna
Tanaecium zetekii